# Dolol Civé
Dolol Civé är en kommun i departementet Maghama i regionen Gorgol i Mauretanien. Kommunen hade 5 072 invånare år 2013.